# Elisabeth Freifrau Spies von Büllesheim
Elisabeth Freifrau Spies von Büllesheim, genannt Elisabeth von Spies, (* 10. März 1944 in Stuttgart) ist eine deutsche katholische Familienhelferin, Dolmetscherin und Altentherapeutin, die in verschiedenen Funktionen haupt- wie ehrenamtlich für den Malteser Hilfsdienst gearbeitet hat. Von 1996 bis 2012 war sie dessen Vize-Präsidentin und Generaloberin. Sie lebt im Ruhestand in Freiburg im Breisgau.

## Leben und Wirken
Elisabeth von Spies wurde im März 1944 als Elisabeth von Schönau während des Zweiten Weltkrieges in einem Luftschutzkeller in Stuttgart geboren. Die ersten Jahre wuchs sie in Bayern auf und zog mit neun Jahren zusammen mit ihren Eltern in den Schwarzwald.
Nach dem Abitur absolvierte sie Ausbildungen zur Familienhelferin und zur Dolmetscherin in Englisch und Französisch. Danach leitete sie 16 Jahre lang ein Tagungshaus in Hamburg.
Mit Ende zwanzig fuhr sie mit einer Tante nach Lourdes. Diese Fahrt war eine der Pilgerfahrten, die von den Maltesern seit den 1950er Jahren für Kranke und Menschen mit Behinderung angeboten wurden. Seitdem war sie eine große Verfechterin des ehrenamtlichen Engagements zur Unterstützung hilfsbedürftiger Menschen.
Im Jahr 1987 heiratete sie Wilderich Freiherrn Spies von Büllesheim, den damaligen Leiter des Seelsorge- und Sozialdienstes im St. Franziskus-Hospital, und zog nach Flensburg. Sie nutzte die Chance zur Fortbildung als Altentherapeutin und sammelte Erfahrungen in einem englischen Hospiz. Sie traf die Initiatorin der Hospizbewegung in London, Cicely Saunders.
Gemeinsam mit Wiebke Thomsen, der damaligen Pflegedienstleiterin im Diakonissenkrankenhaus Flensburg, baute sie einen ambulanten Hospizdienst auf und wurde Mitbegründerin des ökumenisch getragenen und 1992 eröffneten Katharinenhospizes am Park. Sie gehört damit zu den Gründerpersönlichkeiten der Hospizbewegung in Deutschland.
Sie war eine der ersten Schülerinnen des Celler Modells und wurde eine seiner besten Lehrerinnen. Ihr ist es zu verdanken, dass die Deutschen Malteser das Celler Modell in ihren Ausbildungskanon übernahmen. Zwei Jahrzehnte leitete sie das Malteser Praktikerkolloqium für die haupt- und ehrenamtlichen Leiter der Hospizarbeit.
Im Jahr 1996 wurde sie Generaloberin und Vizepräsidentin des Malteser Hilfsdienstes. Außerdem baute sie, zusammen mit ihrem Mann, die Malteser Kommende Ehreshoven im Bergischen Engelskirchen als zentrales Tagungszentrum der Malteser auf.
Für ihr bundesweites Engagement in der Hospizarbeit erhielt Elisabeth von Spies 2007 das Bundesverdienstkreuz am Bande. Am 1. April 2021 verlieh ihr der Bundespräsident das Verdienstkreuz 1. Klasse.
Seit 2009 lebt sie in Freiburg und übernahm dort von 2009 bis 2019 die Aufgabe der Malteser Diözesanleiterin.

## Auszeichnungen
- Bundesverdienstkreuz am Bande (2. Juni 2007)
- Bundesverdienstkreuz 1. Klasse (2021)